# The Sins of Thy Beloved
The Sins of Thy Beloved est un groupe de metal gothique/doom metal norvégien, originaire de Bryne. Il est l’un des plus populaires dans le style gothique dit de la « belle et la bête », et un des pionniers aux côtés de Tristania et Theatre of Tragedy.

## Biographie
Le groupe est formé en novembre 1996 autour de Glenn Morten Nordbø, Arild Christensen et Stig Johansen. Le groupe s'appelait originellement Purgatory, mais ils décident de changer de nom pour quelque chose de moins commun. Anita Auglend et Ola Aarrestad rejoignent vite le groupe et enregistrent leur première démo All Alone en janvier-février 1997. Anders Thue et Ingfrid Stensland rejoignirent le groupe alors juste avant qu'ils n'enregistrent leur seconde démo Silent Pain en janvier 1998. Pete Johansen jouait du violon sur cette démo, bien qu'il ne fasse pas partie officiellement du groupe avant l'enregistrement de leur premier album, Lake of Sorrow, au cours de l'année 1998.
Ils tournent à travers toute l'Europe avant d'enregistrer leur second album Perpetual Desolation en 2000. Au cours de la tournée suivante, Anita Auglend, Anders Thue et Ingfrid Stensland se fatiguent des voyages et quittent le groupe en 2001. Une prestation live, Perpetual Desolation Live, est enregistrée sur CD et VHS en 2001, bien qu'elle ne soit pas distribuée dans le monde entier. Le groupe est en sommeil depuis le départ de ses trois membres. Pete Johansen quitte le groupe pour venir jouer du violon dans le groupe Tristania. En 2002, le groupe annonce qu'il jouera de nouveau avec Anita Auglend le 23 mai lors d'une performance au Jren Musikkfestival.
Le groupe effectue plusieurs autres changements de formation en novembre 2005 avec Maiken Olaisen, de The Scarr, endossant le rôle de claviériste remplaçant Ingfrid Stensland et Mona Wallin comme chanteuse. Le groupe recrute de nouveau Anita Auglend en 2007.
Pete Johansen annonce officiellement la séparation du groupe en 2013. Cette même année, les membres Anders Thue et Stig Johansen forment le groupe Savn avec la chanteuse Carmen Elise Espenæs.

## Style musical
The Sins of Thy Beloved développe une esthétique doom gothique avec des influences black. En cela il est proche de groupes tels que Tristania et des premiers albums de Theatre of Tragedy, notamment à travers la combinaison d’un chant death grunt masculin et d'une voix féminine dans un registre soprano. Leur musique introduit des rythmiques doom agrémentées par l’usage important de lignes de violons, tout particulièrement sur Lake of Sorrow. Ce qui est typique de bien des groupes metal gothique prenant leur origine dans le doom-death.

## Discographie

### Albums studio
- 1998 : Lake of Sorrow
- 2000 : Perpetual Desolation

### Albums live
- 2001 : Perpetual Desolation Live

### Démos
- 1997 : The Sins of Thy Beloved
- 1997 : All Alone

### EPs
- 1997 : All Alone
- 1998 : Silent Pain

### VHS
- 2001 : Perpetual Desolation Live

## Membres

### Deniers membres
- Glenn Morten Nordbø - guitare, chant (1996-2013)
- Arild Christensen - guitare, chant (1996-2013)
- Ola Aarrestad - basse (1996-2013)
- Stig Johansen - batterie (1996-2013)
- Anita Auglend - chant (1996–2001, 2007-2013)
- Maiken Olaisen - clavier  (depuis 2005-2013)

### Anciens membres
- Anders Thue - claviers, piano (1997-2001)
- Ingfrid Stensland - claviers, piano (1997-2001)
- Pete Johansen - violon (1998-2001)
- Mona Wallin - chant (2005)